# Harold McMunn
Harold Edgar McMunn (* 6. Oktober 1902 in Ontario; † 5. Februar 1964 in Winnipeg, Manitoba) war ein kanadischer Eishockeyspieler. Bei den Olympischen Winterspielen 1924 gewann er als Mitglied der kanadischen Nationalmannschaft die Goldmedaille.

## Karriere
Harold McMunn begann seine Karriere als Eishockeyspieler bei den Winnipeg Falcons, für die er von 1919 bis 1923 aktiv war. In der Saison 1921 gewann er mit seiner Mannschaft den Memorial Cup. In der Saison 1923/24 spielte er für die Toronto Granites, mit denen er 1924 Kanada bei den Olympischen Winterspielen vertrat.

### International
Für Kanada nahm McMunn an den Olympischen Winterspielen 1924 in Chamonix teil, bei denen er mit seiner Mannschaft die Goldmedaille gewann.

## Erfolge und Auszeichnungen
- 1921 Memorial-Cup-Gewinn mit den Winnipeg Falcons
- 1924 Goldmedaille bei den Olympischen Winterspielen